# Ján Kocian
Pour les articles homonymes, voir Kocian.
 (février 2019).
Ján Kocian (né le 13 mars 1958 à Zlaté Moravce) est un footballeur slovaque devenu entraîneur.
Ancien défenseur international tchécoslovaque (26 sélections), Kocian est devenu entraîneur en 1993. Il a débuté en tant qu'adjoint de Jozef Vengloš en équipe de Slovaquie. Il a ensuite dirigé le Dukla Banska Bystrica, le FC Kosice et le FC Cologne.

## Carrière de joueur
- 1976-1979 :  ZŤS Martin
- 1979-1988 :  FK Dukla Banská Bystrica
- 1988-1993 :  FC St. Pauli

## Carrière d'entraineur
- 1996-1997 :  FK Dukla Banská Bystrica
- 1997-1998 :  Dmovice
- février 2005-2005 :  FC Rot-Weiss Erfurt
- 2005-février 2006 :  Sportfreunde Siegen
- novembre 2006-juin 2008 :  Slovaquie
- décembre 2010-2011 :  Jiangsu Suning FC
- 2011-2012 :  South China AS
- septembre 2013-oct. 2014 :  Ruch Chorzów
- oct. 2014-avril 2015 :  Pogon Szczecin
- depuis oct. 2016 :  Podbeskidzie Bielsko-Biała